# Dorothy Good
Dorothy Good (referida históricamente como Dorcas Good; ca. 1687/1688-?) era la hija de William Good y Sarah (nacida Solart) Good. Tanto Dorothy como su madre fueron acusadas de practicar la brujería en Salem, en el comienzo de los juicios de brujas de Salem en 1692. Con solo cuatro años de edad en el momento, ella fue interrogada por los magistrados locales, confesó ser una bruja y supuestamente afirmó que ella había visto a su madre en asociación con el diablo. Mary Walcott y Ann Putnam, Jr. afirmaron que la niña estaba desquiciada y las mordía repetidamente, como si fuera un animal.
Dorothy, escrito como "Dorcas" en la orden de arresto, recibió una breve audiencia en la que las acusadoras se quejaron repetidamente de picaduras en sus brazos. Fue enviada a prisión a la edad de 5 años, convirtiéndose en la persona más joven en ser encarcelada durante los juicios. Dos días más tarde, fue visitada por funcionarios de Salem. Afirmó que era dueña de una serpiente que su madre le había dado y que habló con ella y chupó sangre de su dedo.

Dorothy estuvo en custodia desde el 24 de marzo de 1692, hasta que fue liberada, pagando una fianza de 50 libras, el 10 de diciembre de 1692. Ella nunca fue acusada o juzgada. Sus exámenes por los magistrados se hicieron el 24, 25 y 26 de marzo, según Rev. Deodat Lawson:
Los Magistrados y Ministros también me informaron que aprehendieron a una niña de Sara G. y la examinaron, teniendo entre 4 y 5 años de edad. Y en cuanto a la materia de hecho, afirmaron unánimemente, que cuando esta niña posaba sus ojos sobre las personas afligidas, estas eran atormentadas, y ellos sujetaron su cabeza, y sin embargo, cuando sus ojos se fijaban en el afligido, ellos eran atormentados. Lo que hizo varias veces hacer una observación cuidadosa de los afligidos que se quejaron, que a menudo habían sido mordidos por esta niña, y produjo las marcas de un pequeño conjunto de dientes, por lo tanto, por esto también se entregó a la prisión de Salem, La esposa de Putman estaba mucho mejor y no tenía ataques violentos en absoluto desde ese 24 de marzo hasta el 5 de abril. Otros también dijeron que no la habían visto tan frecuentemente, para hacerles daño. ...El 26 de marzo, el Sr. Hathorne, el Sr. Corwin y el Sr. Higison estuvieron en la casa de los prisioneros para examinar a la Niña, esta les dijo que tenía una pequeña serpiente que solía chupar en la parte más baja de su dedo del pie. Cuando preguntaron dónde, señalando a otros lugares, la niña les dijo, no allí, sino allí, apuntando al punto más bajo del dedo de la mano; Donde observaron una mancha roja profunda, que parecía la mordedura de una pulga.
Dorothy tuvo una hermana más joven, Mercy, quién nació después del arresto de Sarah Good y murió poco después de su nacimiento, probablemente de desnutrición y las duras condiciones de la prisión.

## "Dorothy"vs"Dorcas"
El primer nombre de Good fue incorrectamente escrito como "Dorcas" por el Magistrado John Hathorne en la orden de arresto datada del 23 de marzo de 1692, pero fue correctamente llamada "Dorothy" en los demás registros legales. Los relatos de Deodat Lawson sobre sus exámenes nunca mencionan su primer nombre, pero escritores posteriores, como Charles W. Upham en su influyente libro Salem Witchcraft (1867), repitió el error inicial de la orden de arresto y posteriormente ha sido mencionada por el nombre equivocado.

## Representaciones ficticias
- Earhart, Rose. Dorcas Good: The Diary of a Salem Witch. Pendleton Books, NY, 2000; ISBN 1-893221-02-4
- Rinaldi, Ann. A Break with Charity. Simon and Schuster Books, NY, 1992; ISBN 0-15-204682-8